# Der Tag (Hörfunksendung)

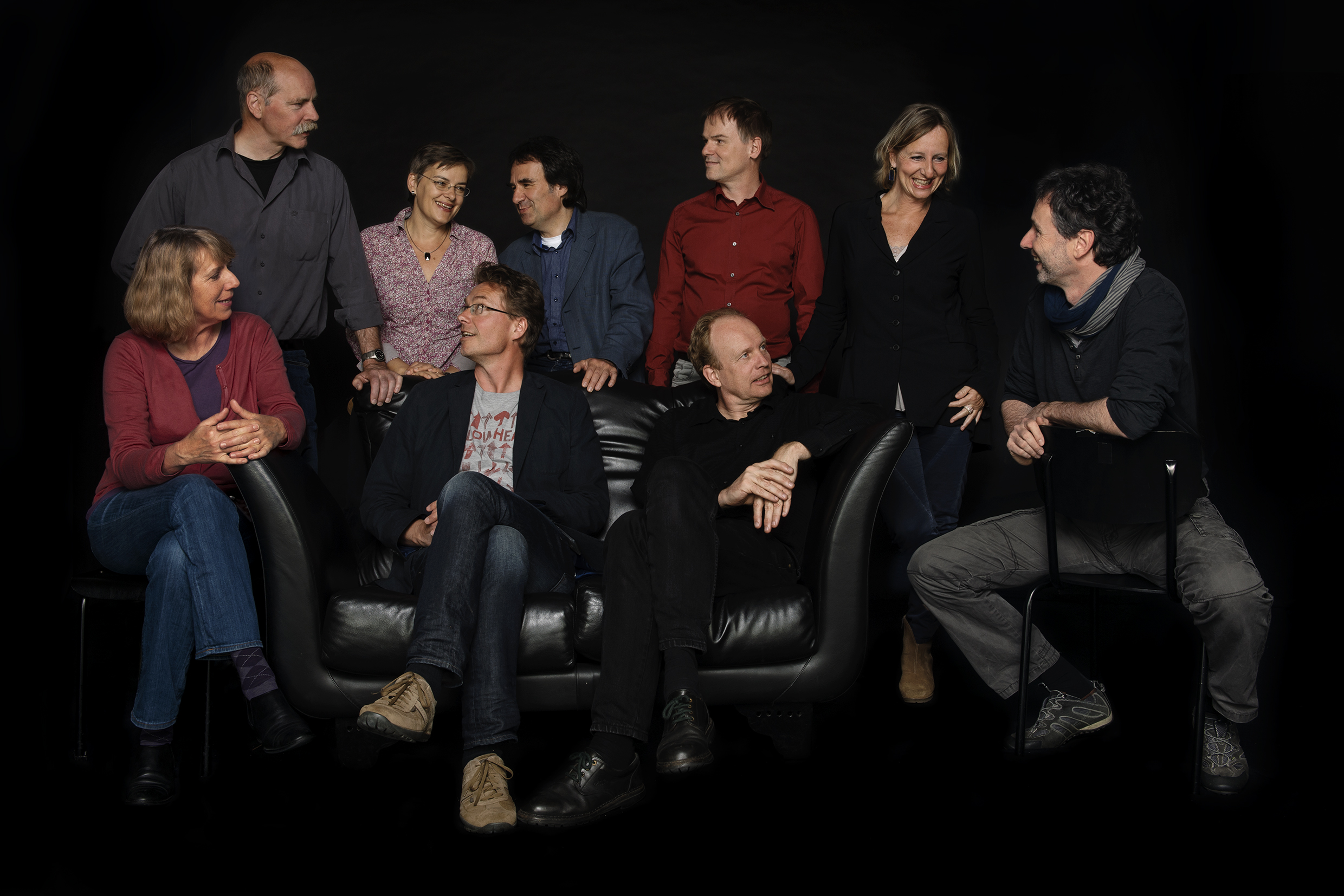
Neun Mitglieder der Redaktion,
hintere Reihe von links:
Florian Schwinn, Karen Fuhrmann, Oliver Glaap, Rainer Dachselt, Angela Fitsch;
vordere Reihe (von links):
Birgit Spielmann, Markus Hürtgen, Ulrich Sonnenschein, Bernd Seidel

Der Tag ist eine monothematische Hörfunk-Hintergrundsendung des Hessischen Rundfunks (hr), die montags bis donnerstags (bis März 2022 auch freitags) von 18:05 bis 19:00 Uhr in hr2-kultur ausgestrahlt und ab 19:05 Uhr in hr-info wiederholt wird. Die Sendung versteht sich als politisches Feuilleton und richtet sich als Einschaltsendung an einen an Denkanstößen interessierten Hörerkreis. Das Format erhielt mehrere Auszeichnungen.

## Geschichte
Die erste Folge der Sendereihe wurde am 3. Juni 1996 in hr1 ausgestrahlt, dem damaligen Informationsradio des Hessischen Rundfunks. Moderator war Ulrich Manz, der die Sendung auch mitentwickelt hatte. Sie wurde von der politischen und der Kulturredaktion gemeinsam erstellt.
Infolge einer für 2004 geplanten grundlegenden Veränderung der Programmabfolge in hr1 wurde Der Tag zwischen dem 28. Juni und dem 16. Juli 2004 zur Umgewöhnung für die Hörer sowohl in hr1 als auch in hr2 live gesendet und ab dem 19. Juli 2004 nur noch in hr2. Die im Frühjahr 2004 befürchtete Einstellung der Sendereihe hatte zu einer bundesweit beachteten Unterschriftenaktion unter dem Motto „Rette dein Radio“ geführt.
Seit 31. März 2022 wird Der Tag nur noch montags bis donnerstags ausgestrahlt. Am Freitag wird stattdessen der Podcast Studio komplex gesendet.
Seit 4. Juli 2022 wird Der Tag in hr-info nicht mehr um 21:05 Uhr, sondern schon um 19:05 Uhr wiederholt.

## Konzept
Der Tag widmet sich jeweils einem akut oder latent aktuellen Thema, setzt aber auch eigene Akzente. Die Sendereihe zeichnet sich dadurch aus, dass das Thema der täglichen Sendung nicht nur abgebildet wird, sondern feuilletonistisch in die eine oder die andere Richtung gewendet und gelegentlich zugespitzt überhöht wird – jeweils mit dem Ziel, den Blickwinkel auf das Thema zu erweitern und so der Hörerschaft eine Vielfalt neuer Sichtweisen, Argumente und Zugänge anzubieten. Der Tag ist daher eine dramaturgisch durchgestaltete Sendung, die mit allen radiophonen Formen arbeitet, d. h. mit Gesprächen (live und vorher aufgezeichnet), Berichten, Reportagen, Glossen sowie „Ornamenten“ aus Literatur, Lyrik und Poesie, Kabarett und Hörspiel. Jede Sendung ist ein Angebot an den Hörer, sich seine eigene Meinung zu bilden und selbst einmal anders zu denken – sei es hintergründiger, analytischer, tiefsinniger oder aus einer anderen Perspektive. Der Tag schließt daher in Anlehnung an den weit gefassten Kulturbegriff von hr2-kultur folgende Themenfelder schwerpunktmäßig ein: Zeitgeschehen, Politik und Gesellschaft, Wirtschaft, Arbeit, Bildung, Wissenschaft und Medien, Kultur/Kulturpolitik und Religionen.
Das Format wird seit Oktober 2022 abwechselnd von Uwe Berndt, Karen Fuhrmann, Oliver Glaap, Riccardo Mastrocola, Barbara Pieroth und Doris Renck moderiert. Frühere Moderatoren der Sendung waren u. a. Angela Fitsch, Bettina Freitag, Jörg Hafkemeyer, Ulrich Manz, Claudia Sautter, Florian Schwinn, Gert Scobel, Uwe Westphal und Peter Zudeick.
Die Redaktion wählt gemeinsam mit den Moderatoren und in der Regel am Tag vor Ausstrahlung einer Sendung deren Thema und den „roten Faden“ aus und erstellt eine tägliche Verteilernachricht. In Anlehnung an diese inhaltliche Dramaturgie trifft die Redaktion die Auswahl der Gesprächspartner. Dazu zählen Sachexperten aus Politik, Wissenschaft, Wirtschaft, Gesellschaft und weiteren Bereichen des öffentlichen und privaten Lebens, aber auch Fachredakteure des Hessischen Rundfunks. Auch Zeitzeugen und Menschen mit anderer persönlicher Nähe zum Thema kommen häufig zu Wort. Intensive Vorgespräche tragen dazu bei, den Gesprächspartnern die Motive der Redaktion für die Auswahl eines bestimmten Themas zu vermitteln und sie in den „roten Faden“ einzubinden. Wichtigstes Auswahlkriterium für alle Gesprächspartner ist daher deren Bereitschaft, neue Perspektiven und Facetten zu öffnen, Positionen pointiert zuzuspitzen, neue Erkenntnisse zu präsentieren und Hintergründe zu beleuchten.
Die Redaktion trifft ebenfalls die Entscheidung über die „Ornamente“. Sie haben verschiedene Funktionen, z. B. die des „Innehaltens“, des „Zuspitzens“, des „Überhöhens“ bis hin zu ironischen Brechungen einer Sendungsidee.

## Empfang
Die Sendungen sind live über das Radio (hr2-kultur, zeitversetzt in hr-info) zugänglich, ferner als Audiostream sowie als Podcast und zum Herunterladen über die Webseite von hr-info. Die Podcast-Abrufe von Der Tag nehmen seit Jahren den Spitzenplatz aller derartiger Angebote des Hessischen Rundfunks und der ARD Mediathek/ARD Audiothek ein.

## Auszeichnungen
Im Jahr 2006 gewann Der Tag den 1. Preis des Otto-Brenner-Preises für kritischen Journalismus. 2013 folgte der Sonderpreis der Jury des Robert-Geisendörfer-Preises für „die Einzigartigkeit dieses politischen Radiofeuilletons“. Die Jury schrieb zur Begründung: „Während die Radiosender ringsum immer mehr vom Gleichen senden, macht die Redaktion von Der Tag beim hr täglich eine Sendung, die die Schnelligkeit des Mediums Radio nutzt, um umfassend und hintergründig über aktuelle Themen zu informieren.“
2016 wurde die Redaktion mit dem Medienpreis  Aeternitas und dem META, dem Medienethik-Award der Hochschule der Medien Stuttgart, in der Kategorie Radio ausgezeichnet. Die Laudatio der Hochschule hob hervor, die „vielen unterschiedlichen Blickwinkel, Einschätzungen und Meinungen“ in der Sendung zu dem Thema „Algorithmen, Roboter, hybride Teams – Arbeitswelt 4.0“ gäben „dem Hörer die Möglichkeit, sich ein umfassendes Bild von der Zukunft der Arbeit zu machen und sich eine Meinung dazu zu bilden.“ Ebenfalls 2016 war Der Tag in der Kategorie „lange Programme“ für den Civis-Preis nominiert. 2017 wurde die Redaktion dann für die Sendung „Grenzen der Aufklärung – Rechte Gewalt und die Justiz“ mit dem Civis Preis geehrt.